# Teresa Stadlober

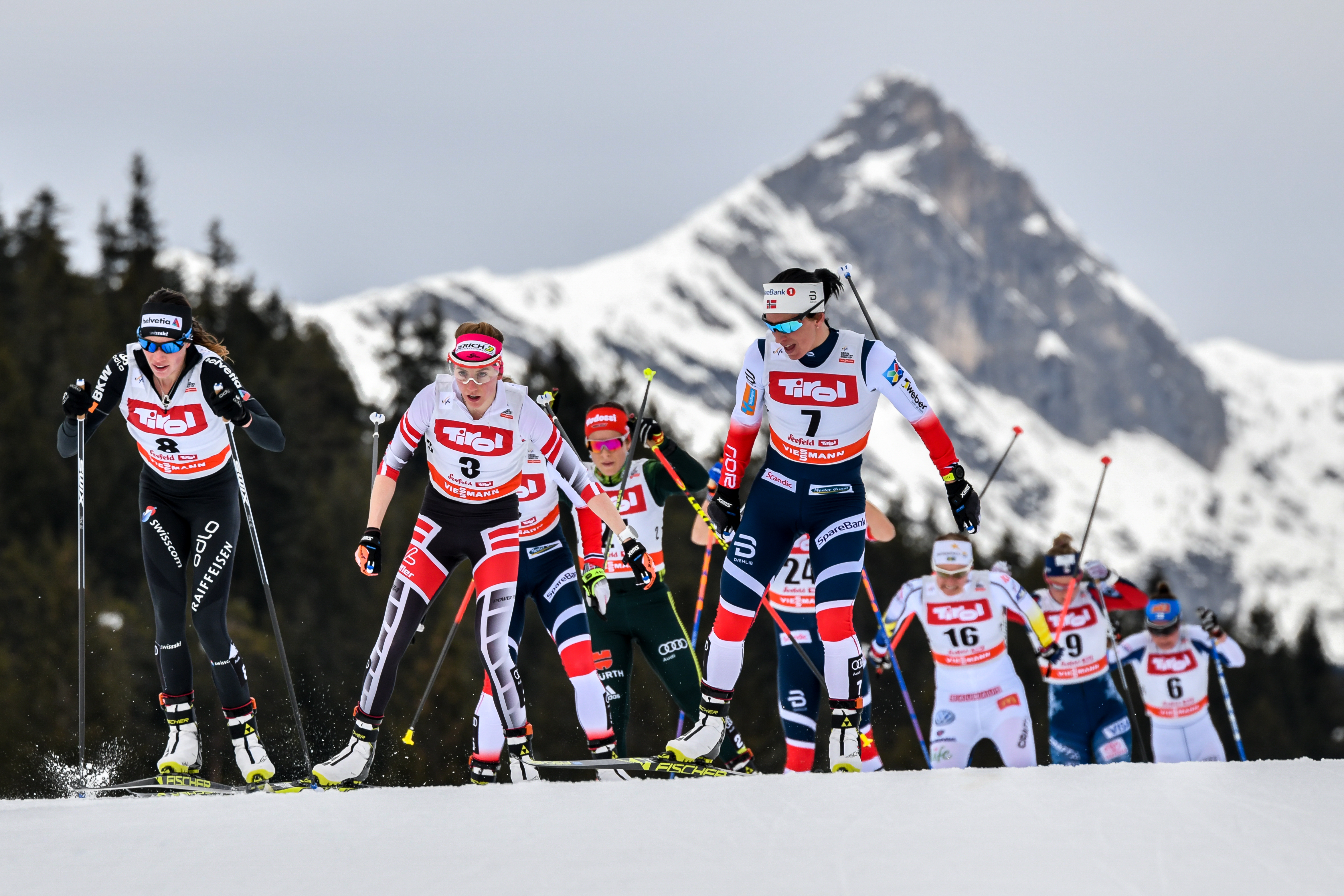
Stadlober (3) tijdens de wereldbekerwedstrijd in Seefeld (2018).

Teresa Stadlober (Schladming, 1 februari 1993) is een Oostenrijkse langlaufster. Ze vertegenwoordigde haar vaderland op de Olympische Winterspelen 2014 in Sotsji en op de Olympische Winterspelen 2018 in Pyeongchang. Zij is de dochter van oud-langlaufer Alois Stadlober en oud-alpineskiester Roswitha Steiner.

## Carrière
Op de wereldkampioenschappen langlaufen 2013 in Val di Fiemme eindigde Stadlober als 26e op de 10 kilometer vrije stijl en als 29e op de 15 kilometer skiatlon. Samen met Katerina Smutna, Veronika Mayerhofer en Kerstin Muschet eindigde ze als elfde op de estafette. De Oostenrijkse maakte haar wereldbekerdebuut in november 2013 in Kuusamo. In januari 2014 scoorde ze in Val di Fiemme haar eerste wereldbekerpunten. Tijdens de Olympische Winterspelen van 2014 in Sotsji eindigde Stadlober als twintigste op de 30 kilometer vrije stijl en als 36e op de 15 kilometer skiatlon. Op de teamsprint eindigde ze samen met Katerina Smutna op de achtste plaats, samen met Katerina Smutna, Nathalie Schwarz en Veronika Mayerhofer eindigde ze als twaalfde op de estafette.
In januari 2015 behaalde de Oostenrijkse in Val di Fiemme haar eerste toptienklassering in een wereldbekerwedstrijd. In Falun nam ze deel aan de wereldkampioenschappen langlaufen 2015. Op dit toernooi eindigde ze als dertiende op de 30 kilometer klassieke stijl, als 21e op de 15 kilometer skiatlon en als 25e op de 10 kilometer vrije stijl. Op de wereldkampioenschappen langlaufen 2017 in Lahti eindigde Stadlober als zesde op de 15 kilometer skiatlon, als achtste op de 30 kilometer vrije stijl en als twaalfde op de 10 kilometer klassieke stijl. In januari 2018 stond de Oostenrijkse in Val di Fiemme voor de eerste maal in haar carrière op het podium van een wereldbekerwedstrijd. Tijdens de Olympische Winterspelen van 2018 in Pyeongchang eindigde ze als zevende op de 15 kilometer skiatlon en als negende op zowel de 10 kilometer vrije stijl als de 30 kilometer klassieke stijl. Op de 30 kilometer lag ze in zilveren positie totdat ze een verkeerde afslag nam op het parcours. Op de teamsprint eindigde ze samen met Lisa Unterweger op de veertiende plaats.
In Seefeld nam Stadlober deel aan de wereldkampioenschappen langlaufen 2019. Op dit toernooi eindigde ze als achtste op zowel de 10 kilometer klassieke stijl als de 30 kilometer vrije stijl. Op de wereldkampioenschappen langlaufen 2021 in Oberstdorf eindigde de Oostenrijkse als vierde op de 15 kilometer skiatlon, als vijfde op de 30 kilometer klassieke stijl en als negende op de 10 kilometer vrije stijl.

## Resultaten

### Olympische Winterspelen
| Jaar | Plaats      | Resultaten                                                                                    |
| ---- | ----------- | --------------------------------------------------------------------------------------------- |
| 2014 | Sotsji      | 36e 15 km skiatlon 20e 30 km vrije stijl 8e Teamsprint (klassieke stijl) 12e 4x5 km estafette |
| 2018 | Pyeongchang | 9e 10 km vrije stijl 7e 15 km skiatlon 9e 30 km klassieke stijl 14e Teamsprint (vrije stijl)  |

### Wereldkampioenschappen
| Jaar | Plaats        | Resultaten                                                         |
| ---- | ------------- | ------------------------------------------------------------------ |
| 2013 | Val di Fiemme | 26e 10 km (vrije stijl) 29e 15 km skiatlon 11e 4x5 km estafette    |
| 2015 | Falun         | 25e 10 km vrije stijl 21e 15 km skiatlon 13e 30 km klassieke stijl |
| 2017 | Lahti         | 12e 10 km klassieke stijl 6e 15 km skiatlon 8e 30 km vrije stijl   |
| 2019 | Seefeld       | 8e 10 km klassieke stijl 8e 30 km vrije stijl                      |
| 2021 | Oberstdorf    | 9e 10 km vrije stijl 4e 15 km skiatlon 5e 30 km klassieke stijl    |

### Wereldbeker
Eindklasseringen
| Seizoen   | Algm | DI  | SP  | TdS |
| --------- | ---- | --- | --- | --- |
| 2013/2014 | 72e  | 54e | –   | 27e |
| 2014/2015 | 28e  | 26e | –   | 10e |
| 2015/2016 | 19e  | 15e | –   | 11e |
| 2016/2017 | 12e  | 11e | –   | 9e  |
| 2017/2018 | 8e   | 7e  | –   | 5e  |
| 2018/2019 | 22e  | 12e | –   | DNF |
| 2019/2020 | 10e  | 9e  | 65e | 6e  |
| 2020/2021 | 14e  | 11e | 80e | –   |